# Danny Griffin (acteur)
Pour les articles homonymes, voir Griffin.
Ne doit pas être confondu avec Danny Griffin (footballeur).
Danny Griffin, né le 2 juillet 1997 à Londres, est un acteur britannique notamment connu pour ses rôles dans les séries télévisées Les Justicières et Destin : La Saga Winx. 

## Filmographie

### Cinéma
- 2018 : Surviving Christmas with the Relatives de James Dearden : Maciej
- 2020 : The Gentlemen de Guy Ritchie : Aslan
- 2024 : Drugstore June de Nicholaus Goossen : Owen
- 2025 : Hello Stranger de Paul Raschid

### Télévision

#### Séries télévisées
- 2017 : Zoe et Raven (Free Rein) : Danny
- 2019 : So Awkward : Hunter Phillips
- 2020 : Les Justicières (Get Even) : Shane (9 épisodes)
- 2021 - 2022 : Destin : La Saga Winx (Fate : The Winx Saga) : Sky (13 épisodes)
- 2025 : The Forsyte Saga : Jo

Téléfilms
- 2024 : Gilded Newport Mysteries: Murder at the Breakers de Terry Ingram : détective Jesse Whyte